# Brixia nigripennis
Brixia nigripennis är en insektsart som beskrevs av Williams 1975. Brixia nigripennis ingår i släktet Brixia och familjen kilstritar. Inga underarter finns listade i Catalogue of Life.